# Megaleruca costulata
Megaleruca costulata es una especie de insecto coleóptero de la familia Chrysomelidae.
Fue descrita científicamente en 1869 por Fairmaire.